# 버르버레
버르버레(암하라어: በርበሬ) 또는 버르버러(티그리냐어: በርበረ)는 에티오피아와 에리트레아의 배합 향신료이다.

## 만들기
고춧가루, 마늘가루, 생강가루, 버소블라(홀리바질), 코러리마, 운향, 아지바인, 흑쿠민, 호로파 등을 배합해 만든다.

## 같이 보기
- 머컬러샤